# Gammaridira
Gammaridira es un parvorden de pequeños crustáceos anfípodos.

## Clasificación
Se reconocen 20 familias agrupadas en una superfamilia:
- Superfamilia Gammaroidea Hertzog, 1936
  - Acanthogammaridae Garjajeff, 1901
  - Anisogammaridae Bousfield, 1977
  - Baikalogammaridae Kamaltynov, 2002
  - Bathyporeiidae d'Udekem d'Acoz, 2011
  - Behningiellidae Kamaltynov, 2002
  - Carinogammaridae Tachteev, 2001
  - Crypturopodidae Kamaltynov, 2002
  - Eulimnogammaridae Kamaltynov, 1999
  - Falklandellidae Lowry & Myers, 2012
  - Gammaracanthidae Bousfield, 1989
  - Gammarellidae Bousfield, 1977
  - Gammaridae Leach, 1814
  - Iphigenellidae Kamaltynov, 2002
  - Luciobliviidae Tomikawa, 2007
  - Macrohectopidae Sowinsky, 1915
  - Mesogammaridae Bousfield, 1977
  - Micruropodidae Kamaltynov, 1999
  - Ommatogammaridae Kamaltynov, 2010
  - Pachyschesidae Kamaltynov, 1999
  - Pallaseidae Tachteew, 2001
  - Paraleptamphopidae Bousfield, 1983
  - Phreatogammaridae Bousfield, 1983
  - Pontogammaridae Bousfield, 1977
  - Sensonatoridae Lowry & Myers, 2012
  - Typhlogammaridae Bousfield, 1978